# Hydrobiotit
Hydrobiotit je minerál ze skupiny hydroslíd. Vzniká přeměnou biotitu v serpentinitech a na jejich kontaktech s okolními horninami, objevuje se i v některých pegmatitech. Dochází u něj k pravidelnému prorůstání základních strukturních jednotek biotitu a vermikulitu.

## Systematické zařazení
- Silikáty
  - Fylosilikáty
    - minerály skupiny illitu (jílové slídy, hydroslídy)
      - trioktaedrické[5]

## Naleziště
Svět
- Transvaal – JAR
- Oaxaca – Mexiko

ČR
- Křemže